# Триод
 Тази статия е за богослужебна книга.  За електронния елемент вижте триод (електроника).  
Триод (на гр. Τριῴδιον, от τρεις – три + ωδή – песен) е сборник от канони, състоящи се от 3 песнопения. Съществуват стари ръкописи на църковнославянски език. Първият печатан триод е издаден във Венеция.
Триодът отговаря на подвижните празници на годината, датите на които зависят от дните на празнуването на Великден – от подготовителните седмици на Великия пост  до втората неделя след Петдесетница.
В богослужението има Постен триод и Цветен триод.
- Постен триод (Τριῴδιον κατανυκτικόν) – съдържа служби на подготвителните и великопостните седмици, от Първата седмица – започваща с Неделя на Митаря и Фарисея, до Великден. Повечето автори на молитвените текстове (канони, стихири, антифони и пр.) са от 8 и 9 в. – Андрей Критски, Косма Маюмски, Йоан Дамаскин, император Лъв VI и др.

- Цветен триод (Пентикостар, петдесетодневник) – включва службите на Пасхата (започва с Лазарева събота) и неделите след Възкресение Христово до Неделя на Всички светии – втората неделя след Петдесетница.[1]

Старобългарски триоди
- Битолски триод, XII век
- Аргиров триод, XII ити XIII век
- Шафариков триод, XIII век
- Загребски триод, XIII век
- Хлудов триод, XIII век
- Орбелски триод, XIII век
- Кюстендилски триод, XIII век